# Gasteracantha milvoides
Gasteracantha milvoides là một loài nhện trong họ Araneidae.
Loài này thuộc chi Gasteracantha. Gasteracantha milvoides được Arthur Gardiner Butler miêu tả năm 1873.